# Proteína recombinante
Las proteínas recombinantes, también llamadas proteínas quiméricas o proteínas heterólogas, son aquellas que se obtienen al expresar un gen clonado en una especie o una línea celular  distinta a la célula original. Un ejemplo de proteína recombinante es la insulina humana generada in vitro, obtenida a partir de cultivos de la bacteria E. coli. Anteriormente se recogía directamente a partir del páncreas del cerdo. Para obtener una proteína recombinante, se parte de ADN recombinante, que no es más que una molécula de ADN artificial formada de manera deliberada in vitro insertando secuencias de ADN provenientes de un organismo en el genoma de un organismos diferente, por ejemplo ADN humano insertado en el de la bacteria E. Coli. El ADN recombinante da lugar a la proteína recombinante que interesa obtener. Un tipo de proteínas recombinantes son las  proteínas de fusión, originadas al unir artificialmente dos o más genes que darán lugar a una única proteína suma de las 2 anteriores.

## Producción de proteínas recombinantes
Para producir una proteína recombinante hay que considerar las siguientes características:
- El gen debe clonarse y caracterizarse.
- El gen debe subclonarse en un vector de expresión adecuado, para luego transferirse a las células donde se va a expresar. Entre esos vectores, podemos señalar: virus, plásmidos, cósmidos o YACs.
- Para que la proteína generada sea terapeúticamente útil, la proteína debe retener su funcionalidad biológica y deben existir pruebas para comprobar la funcionalidad y biocompatibilidad del producto.

### Según el organismo utilizado
Las proteínas recombinantes se pueden producir en una gran variedad de sistemas biológicos, como bacterias, levaduras y células eucariotas.
- Proteínas recombinantes a partir de bacterias: Las proteínas sintetizadas a partir de bacterias son las más fáciles de aislar, puesto que es más fácil cultivarlas que en otros organismos. Sin embargo, las bacterias no realizan splicing y tampoco glicosilan ni realizan todas las modificaciones postraduccionales necesarias para la función de la proteína. Los vectores que se emplean en E-coli son  plásmidos (<6Kb)y cósmidos (<50Kb).

- Proteínas recombinantes a partir de levaduras: Las levaduras son organismos eucariotas con los que podemos trabajar fácilmente en un ámbito industrial. La levadura sí realiza glicosilación, pero de forma distinta a como la realizamos los humanos. Debido a ello estas proteínas pueden ocasionar problemas de inmunorrespuesta. En este caso, los vectores apropiados para estos organismos son los plásmidos o los YACs (100-300Kb).

- Proteínas recombinantes a partir de células de insectos: Otro de los sistemas utilizados son células de insecto. En este caso, podemos aceptar dos variedades de producir estas proteínas: en primer lugar, podemos poner esas células en un medio especial e inocular con baculovirus, que no resultan malévolos para los humanos (no los infectan). En segundo lugar podemos utilizar insectos completos para la producción de la proteína. En estas alternativas, la glicosilación sigue siendo un problema, puesto que suele ser distinta. Los humanos realizamos glicosilaciones complejas que no son capaces de hacer los insectos. Muchas veces, se buscan mutantes que sean capaces de glicosilar de forma parecida a los humanos.

- Proteínas recombinantes a partir de cultivos celulares: En este caso, estaremos utilizando cultivos en los que si la proteína se excreta, se purifica el líquido y si es intracelular, rompemos las células y purificamos. Para el escalado, hay que tener en cuenta que las células crecen por adhesión. Si utilizamos células de mamífero, nos estaremos acercando mucho a la glicosilación de los humanos. Serán en este caso bastante complejas esas modificaciones posttraduccionales, pero no serán idénticas en muchos casos. Los inconvenientes es que suelen ser cultivos lentos, y además aumentando en gran medida el riesgo de contaminación fúngica y bacteriana. Hay que saber que la glicosilación del hombre y del mono es distinta al resto de mamíferos, de modo que no producimos el gal-alfa-1,3-gal como azúcar terminal. Y es que la glicosilación varía en cada tejido, son como etiquetas que las células realizan para llevar sus proteínas de un lado a otro de la célula. Además son marcadores y ayudan a determinar el plegamiento, estructura y función de la proteína. En el caso de las células de mamíferos, los vectores de expresión habituales son Virus SV40, YACs y HACs.

## Ejemplos de proteínas recombinantes
Factores de crecimiento, interleukinas, hormonas (interferón, hormona del crecimiento, FSH etc), receptores, vacunas, anticuerpos monoclonales, enzimas, hemoglobina, etc. Cabe destacar los siguientes dos ejemplos:
- Somatostatina: Es una hormona de crecimiento formada por 14 aminoácidos. Fue la primera proteína recombinante producida en bacteria (E.Coli), esto supuso un avance científico en el campo de la proteómica recombinante pero un fracaso económico dado que los casos en los que se requiere su aplicación son muy limitados y escasos.
- Insulina: En el mundo existen 170 millones de diabéticos por lo que la producción de insulina recombinante supone un mercado muy amplio. Actualmente hay dos estrategias por las que se obtiene:
  1. Se produce la expresión in-vivo de una única cadena y se lleva a cabo el procesamiento de esta in-vitro con la acción de proteasas.
  2. Se produce la expresión in-vivo de cada una de las cadenas que componen la insulina por separado y se unen in-vitro mediante técnicas químicas.

La ventaja que presentan estas dos estrategias es que no se requiere de otra modificación post-traducional.